# Musique populaire africaine
Genres dérivés
Afropop
La musique populaire africaine ou afropop est un terme qui désigne la musique africaine influencé par la musique populaire américaine. Le terme ne se réfère pas à un style ou à un son musical spécifique, mais il est utilisé comme un terme général pour désigner la musique populaire africaine. La musique populaire africaine, comme la musique traditionnelle africaine, est variée. La plupart des genres contemporains de musique populaire africaine sont influencés par la musique populaire occidentale.
De nombreux genres de musique populaire comme le blues, le jazz, la salsa, le zouk et la rumba dérivent à des degrés divers des traditions musicales africaines, emmenées en Amérique par des Africains asservis. Ces rythmes et sons ont ensuite été adaptés par des genres plus récents comme le rock ou le rhythm and blues. De même, la musique populaire africaine adopte des éléments, en particulier les instruments de musique et les techniques de studio d'enregistrement de la musique occidentale.

## Histoire
La musique cubaine est populaire en Afrique subsaharienne depuis le milieu du XXe siècle. C'est la musique cubaine qui, plus que toute autre, a fourni le modèle initial pour afropop. Pour les Africains, la musique populaire cubaine basée sur les claves sonnait à la fois familière et exotique.
Les groupes congolais commencent à faire des reprises cubaines et à chanter les paroles phonétiquement. Puis, ils créent leurs propres compositions originales de style cubain, avec des paroles françaises. Les Congolais appellent cette nouvelle musique rumba, bien qu'elle soit vraiment basée sur le fils. Les Africains ont adapté les guajeos aux guitares électriques et leur ont donné leur propre saveur régionale. La musique à base de guitare s'est progressivement répandue à partir du Congo, prenant de plus en plus de sensibilités locales. Ce processus a finalement abouti à la création de plusieurs genres régionaux distincts, tels que les soukous.
La musique populaire cubaine joue un rôle majeur dans le développement de nombreux genres contemporains de musique populaire africaine. John Storm Roberts déclare : « C'est la connexion cubaine, mais de plus en plus aussi la salsa new-yorkaise, qui a fourni les influences majeures et durables - celles qui sont allées plus loin que l'imitation antérieure ou la mode passagère. La connexion cubaine a commencé très tôt et devait durer à vingt ans au moins, progressivement absorbés et ré-africanisés » Le remaniement des schémas rythmiques afro-cubains par les Africains fait boucler les rythmes.
Le re-travail des motifs harmoniques révèle une différence de perception frappante. La progression harmonique I IV V IV, si courante dans la musique cubaine, se fait entendre dans la musique pop à travers le continent africain, grâce à l'influence de la musique cubaine. Ces accords évoluent conformément aux principes de base de la théorie musicale occidentale. Cependant, comme le souligne Gerhard Kubik, les interprètes de la musique populaire africaine ne perçoivent pas nécessairement ces progressions de la même manière : « Le cycle harmonique du CFGF [I-IV-V-IV] prédominant au Congo / Zaïre ne peut tout simplement pas être défini comme une progression de tonique à sous-dominant à dominant et de retour à sous-dominant (sur lequel il se termine) parce que, selon l'appréciation de l'interprète, ils ont un statut égal, et pas dans un ordre hiérarchique comme dans la musique occidentale. »
La plus grande vague de musique cubaine à frapper l'Afrique est sous forme de salsa. En 1974, le Fania All Stars se produit au Zaïre, en Afrique, au Stadu du Hai de 80 000 places à Kinshasa. Cela est capturé sur film et publié sous le nom de Live In Africa (Salsa Madness au Royaume-Uni). L'apparition zaïroise se produit lors d'un festival de musique organisé conjointement avec la lutte pour le titre des poids lourds Mohamed Ali / George Foreman. Les genres locaux étaient déjà bien établis à cette époque. Malgré cela, la salsa se propage dans de nombreux pays africains, en particulier en Sénégambie et au Mali. La musique cubaine est la favorite de la boîte de nuit du Sénégal dans les années 1950 à 1960. Le groupe sénégalais Orchestra Baobab joue dans un style basique de salsa avec des congas et des timbales, mais avec l'ajout d'instruments et de paroles en wolof et mandinka.
Selon Lise Waxer : « La salsa africaine pointe non pas tant vers un retour de la salsa sur le sol africain (Steward 1999: 157) mais vers un processus complexe d'appropriation culturelle entre deux régions du soi-disant tiers-monde. » Depuis les artistes africains du milieu des années 90 ont également été très actifs à travers le supergroupe Africando, où des musiciens africains et new-yorkais se mélangent à des chanteurs africains de premier plan tels que Bambino Diabate, Ricardo Lemvo, Ismaël Lô et Salif Keïta. Il est encore courant aujourd'hui qu'un artiste africain enregistre une mélodie de salsa et y ajoute sa touche régionale particulière.

## Artistes
Les artistes du genre comprennent notamment : Mohombi, Yemi Alade, Wizkid, Davido, Simi, Stormzy, Werrason, Innoss'B, SeBa, Sho Madjozi, Delcat Idengo, et Zickry Casiodoro.